# Provinz Manco Kapac

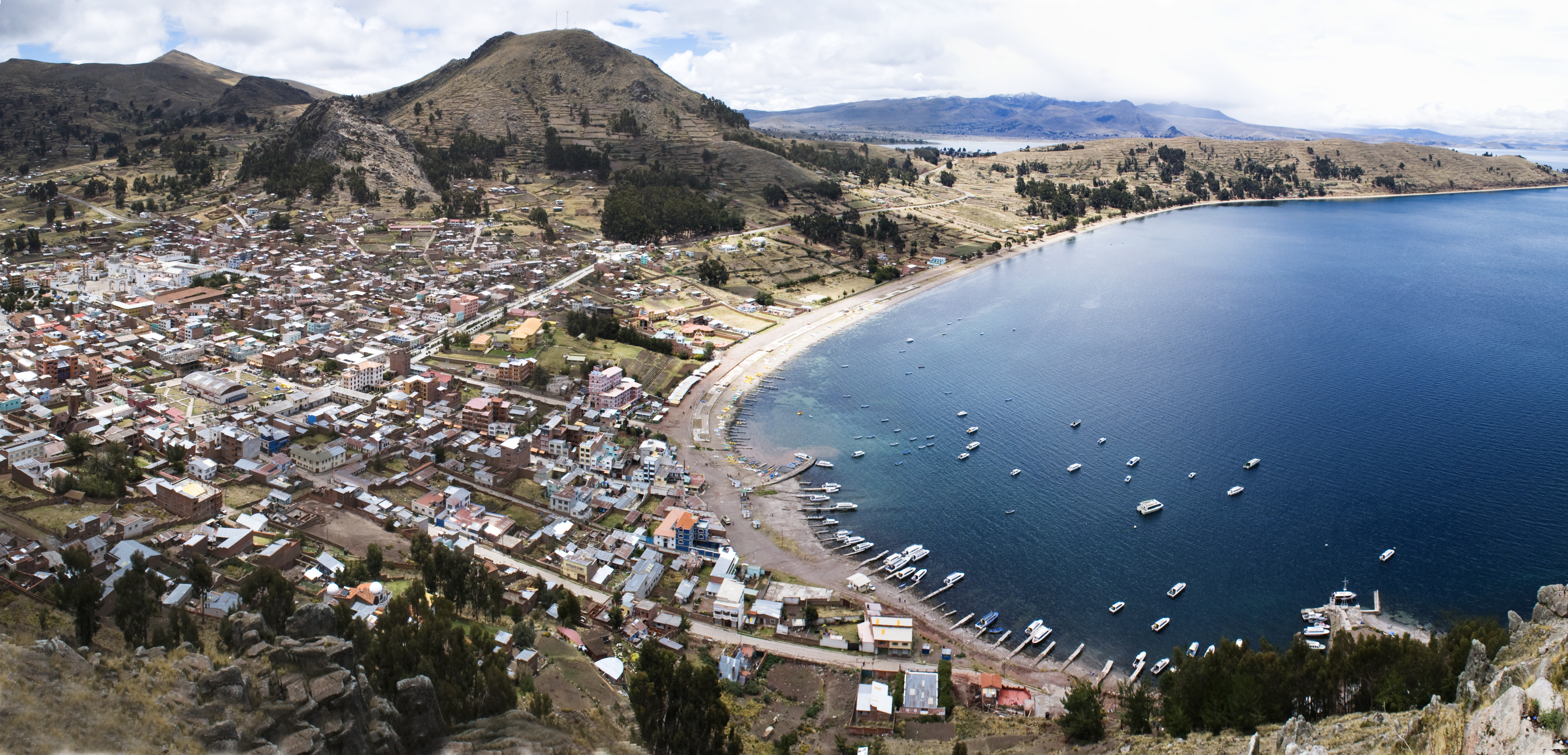
Panorama von Copacabana

Manco Kapac ist die kleinste der zwanzig Provinzen des bolivianischen Departamento La Paz und liegt im westlichen Teil des Departamentos. Die Provinz trägt ihren heutigen Namen nach dem mythologischen ersten Inka-König, Manco Cápac.

## Lage
Die Provinz liegt im zentralen Teil des bolivianischen Altiplano auf der Copacabana-Halbinsel im Titicacasee, die den Lago Chucuito ("Großer See") im Nordwesten vom Wiñaymarka ("Kleiner See") im Südosten trennt. Die beiden Teile des Titicacasees sind durch die Straße von Tiquina miteinander verbunden, welche die Provinz durchquert. Im Südwesten der Halbinsel hat die Provinz eine gemeinsame Grenze mit der Republik Peru, im Südosten jenseits der Straße von Tiquina grenzt Manco Kapac an die Provinz Omasuyos.
Zur Provinz gehören die Inseln Isla del Sol und Isla de la Luna im Nordwesten und die Insel Isla Taquiri im Südosten. Die Provinz erstreckt sich zwischen etwa 15° 53' und 16° 21' südlicher Breite und 68° 42' und 69° 17' westlicher Länge, sie misst an der breitesten Stelle von Nordosten nach Südwesten 16 Kilometer, in der Länge von Nordwesten nach Südosten 50 Kilometer.

## Bevölkerung
Die Einwohnerzahl der Provinz Manco Kapac ist in den vergangenen drei Jahrzehnten um etwa zwei Drittel angestiegen:
| Jahr | Einwohner | Quelle       |
| ---- | --------- | ------------ |
| 1992 | 20.554    | Volkszählung |
| 2001 | 22.892    | Volkszählung |
| 2012 | 27.154    | Volkszählung |
| 2024 | 34 040    | Volkszählung |

Der Alphabetisierungsgrad in der Provinz beträgt 78,7 Prozent, und zwar 91,1 Prozent bei Männern und 67,4 Prozent bei Frauen.
Die Säuglingssterblichkeit ist von 7,3 Prozent (1992) auf 6,6 Prozent (2001) zurückgegangen.
76,3 Prozent der Bevölkerung sprechen Spanisch, 89,4 Prozent sprechen Aymara, und 0,4 Prozent Quechua. (2001)
46,3 Prozent der Bevölkerung haben keinen Zugang zu Elektrizität, 71,6 Prozent leben ohne sanitäre Einrichtung (2001).
70,3 Prozent der Haushalte besitzen ein Radio, 24,3 Prozent einen Fernseher, 18,0 Prozent ein Fahrrad, 0,4 Prozent ein Motorrad, 2,2 Prozent einen PKW, 2,3 Prozent einen Kühlschrank, und 4,1 Prozent ein Telefon. (2001)
79,6 Prozent der Einwohner sind katholisch, 16,4 Prozent sind evangelisch (1992).

## Gliederung
Die Provinz Manco Kapac gliederte sich bei der Volkszählung 2024 in die folgenden drei Verwaltungsbezirke (bolivianisch: Municipios):
- 02-1701 Municipio Copacabana – 17.431 Einwohner
- 02-1702 Municipio San Pedro de Tiquina – 9.097 Einwohner
- 02-1703 Municipio Tito Yupanqui – 7.512 Einwohner

## Ortschaften in der Provinz Manco Kapac
- Municipio Copacabana
  - Copacabana 5579 Einw. – Locka 892 Einw. – Cha'lla 871 Einw. – Yumani 746 Einw. – Huacuyo 700 Einw. – Khasani 374 Einw. – Yampupata 365 Einw. – Challapampa 177 Einw. – Zampaya 141 Einw.

- Municipio San Pedro de Tiquina
  - San Pablo de Tiquina 981 Einw. – San Pedro de Tiquina 694 Einw. – Villa Amacari 509 Einw.

- Municipio Tito Yupanqui
  - Tito Yupanqui 3459 Einw. – Alto Sihualaya 525 Einw. – Coaquipa 517 Einw.